# Phạm Văn Đồng
 (octobre 2016).
Pham Van Dong (1906-2000) est un homme d'État et diplomate vietnamien. Proche de Hô Chi Minh, il est Premier ministre de la république démocratique du Viêt Nam (Nord Viêt Nam) de 1954 à 1976, puis président du Conseil des ministres du Viêt Nam unifié de 1976 à 1987.

## Biographie
Pham Van Dong est né dans la province de Quảng Ngãi en Indochine française, dans une famille de mandarins qui servait à la cour de l'empereur Duy Tân. Il fréquente le lycée Albert-Sarraut d'Hanoï en même temps qu'un autre dirigeant indépendantiste vietnamien, Võ Nguyên Giáp. Il fait ses premières armes anticolonialistes lorsqu'il est encore étudiant en droit à la faculté d'Hanoï en organisant une grève à la mémoire d'un dirigeant nationaliste. Militant de la Ligue de la jeunesse révolutionnaire, il s'envole au début des années 1920 pour la Chine, où il étudie à l'académie militaire de Whampoa alors dirigée par Jiang Jieshi. Il devient ensuite un proche collaborateur de Hô Chi Minh à Canton. Ce dernier apprécie ses talents, son esprit et sa fibre patriotique. Leur entente est si étroite qu’on le surnomme bientôt le « neveu favori » de l'Oncle Hô.
Pham Van Dong milite dans le mouvement communiste dès 1925. Il revient au Viêt Nam en 1926 pour organiser les cellules communistes mais il est arrêté et détenu jusqu'en 1936, quand le Front populaire ouvre les portes du bagne : il a passé sept ans au bagne de Poulo Condor. À sa libération, il reprend ses activités révolutionnaires et compte en 1944 parmi les membres fondateurs de l'Armée populaire vietnamienne. 
À la conférence de Fontainebleau en 1946, il accompagne Hô Chi Minh avec Nguyên Van Huyên, un savant de l'EFEO. 
Ministre des Affaires étrangères de la république démocratique du Viêt Nam, il conduit la délégation vietnamienne aux accords de Genève en juin 1954 pour mettre fin à la guerre d'Indochine. Les accords de Genève auraient dû être un moment de gloire et de triomphe pour Pham Van Dong, mais il se serait senti trahi par le Premier ministre chinois Zhou Enlai, qui dirigeait la délégation chinoise et semblait vouloir éviter un nouveau conflit armé avec les États-Unis (après la guerre de Corée) en poussant fortement Pham Van Dong à accepter la partition temporaire du Viêt Nam en deux zones de regroupement militaire, malgré la position de force du Viêt Nam depuis la bataille de Điện Biên Phủ. 
La même année, Pham Van Dong est nommé Premier ministre du gouvernement de la république démocratique du Viêt Nam, poste qu'il conserve jusqu'en 1976. Au moment des accords de paix de Paris en 1973, le président Richard Nixon lui aurait envoyé une « lettre secrète », depuis rendue publique, sur la question des prisonniers de guerre et des disparus, en contrepartie de l'aide économique pour la reconstruction du Viêt Nam dans l'après-guerre. Cet accord s'est réalisé au début des années 1980.
En 1976, il devient vice-président du Conseil national de défense et président du Conseil des ministres du Viêt Nam réunifié, poste qu'il occupe jusqu'en 1986.
À la fin des années 1980, il se retire de l'avant-scène politique mais continue à occuper un poste de conseiller spécial auprès du comité central du Parti communiste, ce jusqu'en décembre 1997.
Malgré sa cécité et sa fragilité dans ses dernières années, Pham Van Dong apparaît parfois en public. Au journaliste américain Stanley Karnow, il confie en 1981 que construire le Viêt Nam après des décennies de guerre a été beaucoup plus difficile que prévu. Dans son livre Viêt Nam. A History (Viking, 1983), Stanley Karnow l'a ainsi cité : […] Yes, we defeated the United States. But now we are plagued with problems. We do not have enough to eat. We are a poor, undeveloped nation. Vous savez (sic), waging a war is simple, but running a country is difficult. « […] Oui, nous avons vaincu les États-Unis. Mais maintenant, nous sommes assaillis de problèmes. Nous n'avons pas assez à manger. Nous sommes une nation pauvre, sous-développée. Vous savez, mener une guerre est simple, mais diriger un pays est difficile. »
Il meurt à 94 ans en 2000 et son épouse en 2018 à 96 ans.